# 梅克倫堡 (1945年—1952年)
梅克倫堡州是蘇聯佔領區（1945-49年）和東德州之一（1949-52年），與今天的德國梅克倫堡-前波美拉尼亞州大體對應。該州最初由蘇聯駐德國軍事管理局（SMAD）於1945年7月作為一個行政區劃成立，即梅克倫堡-前波美拉尼亞州（Land Mecklenburg-Vorpommern）。它由1934年成立的梅克倫堡州（由梅克倫堡-什未林和梅克倫堡-施特雷利茨自由邦的納粹大區長官弗里德里希·希爾德布蘭特（Friedrich Hildebrandt）和前普魯士波美拉尼亞省（西波美拉尼亞至奧得-尼斯線）和漢諾威（阿姆特諾伊豪斯）的部分地區。1945年10月，斯維訥明德（Swinemünde，現希維諾烏伊希切/Świnoujście）被移交給波蘭，成為什切青省的一部分。1945年11月，作為巴伯-萊亞先科協定的一部分，沿德國內陸邊界向原石勒蘇益格-荷爾斯泰因省轉移小塊領土。1946年估計約有210萬人居住在梅克倫堡。從1947年起，前波美拉尼亞一詞被排除在官方名稱之外，因為SMAD擔心這會支持針對波蘭前德國部分地區（特別是遠波美拉尼亞）的修正主義行動。與納粹德國的行政區劃相比，梅克倫堡包括梅克倫堡大區以及波美拉尼亞和東漢諾威的部分地區。